# 0322

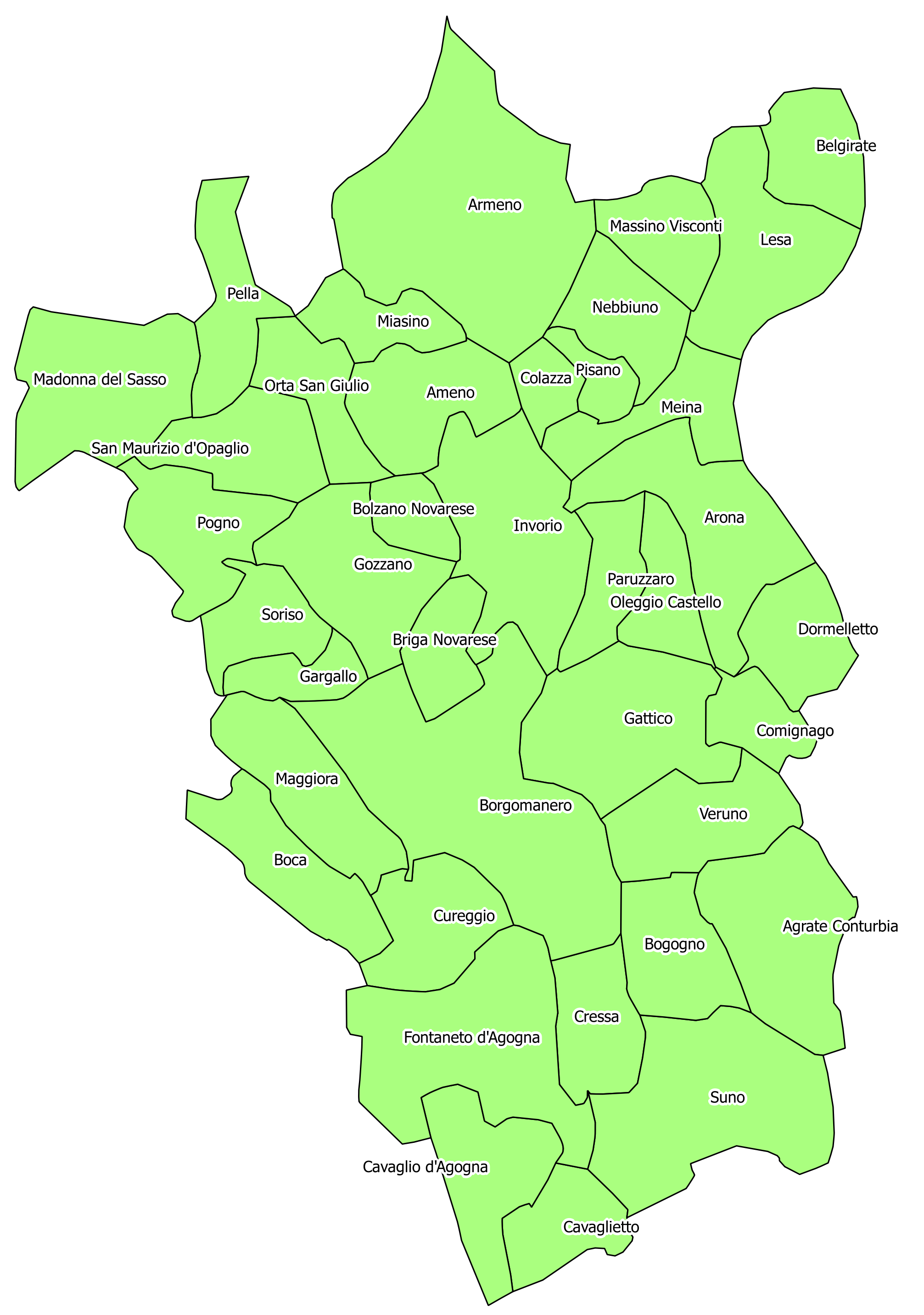
Distretto telefonico di Arona

0322 è il prefisso telefonico del distretto di Arona, appartenente al compartimento di Milano.
Il distretto comprende la parte settentrionale della provincia di Novara e due comuni della provincia del Verbano-Cusio-Ossola. Confina con i distretti di Baveno (0323) a nord, di Varese (0332) e di Busto Arsizio (0331) a est, di Novara (0321) a sud e di Borgosesia (0163) a ovest.

## Aree locali e comuni
Il distretto di Arona comprende 38 comuni compresi nelle 2 aree locali di Arona e Borgomanero (ex settori di Borgomanero e Gozzano). I comuni compresi nel distretto sono: Agrate Conturbia, Ameno, Armeno, Arona, Belgirate (VB), Boca, Bogogno, Bolzano Novarese, Borgomanero, Briga Novarese, Cavaglietto, Cavaglio d'Agogna, Colazza, Comignago, Cressa, Cureggio, Dormelletto, Fontaneto d'Agogna, Gargallo, Gattico-Veruno, Gozzano, Invorio, Lesa, Madonna del Sasso (VB), Maggiora, Massino Visconti, Meina, Miasino, Nebbiuno, Oleggio Castello, Orta San Giulio, Paruzzaro, Pella, Pisano, Pogno, San Maurizio d'Opaglio, Soriso e Suno.